# Лёгкие крейсера типа «Ява»
Лёгкие крейсера типа «Ява» — тип лёгких крейсеров голландского флота заложенных во время Первой мировой войны и вошедших в строй уже после её окончания. Всего построено 2 единицы: «Ява» (Java), «Суматра» (Sumatra). Третий крейсер, "Целебес" ("Celebes"), должен был строиться на верфи "Maatschappij Fijenoord" в Роттердаме по слегка измененному проекту в качестве флагмана Ост-Индского флота, но в действительности не закладывался, 14.7.1917 его постройка была отменена. Первые лёгкие крейсера Нидерландов. Приняли участие во Второй мировой войне.

## История создания
В 1915 г. голландский парламент принял закон о флоте, который предусматривал постройку двух крейсеров для Ост-Индских колоний.

## Конструкция
«Явa» и «Суматра» были близки по конструкции к германским малым крейсерам Первой мировой войны, от которых в практически неизменном виде унаследовали конструкцию корпуса, но отличались от них усиленным вооружением и большим примерно на четверть водоизмещением. Проект крейсера для службы в Ост-Индии был разработан фирмой «Krupp Germaniawerft» на основе германского малого крейсера «Карлсруэ». По внешнему виду «явы» весьма напоминали корабли типа «Кёнигсберг II» кайзеровского флота, хотя и имели две массивные дымовые трубы вместо трёх на «немцах».

## Вооружение
Главный калибр состоял из десяти 150-мм /50 орудий «Bofors» No.6 с массой бронебойного снаряда 46,7 кг, и максимальной дальностью стрельбы 21 200 м. Четыре орудия в оконечностях
размещались по линейно-возвышенной схеме, остальные шесть — по три вдоль бортов, что давало семиорудийный бортовой залп, а по носу и корме могли вести огонь одновременно четыре орудия.

## Служба
«Ява» — заложен 31 мая 1916 г., спущен 9 августа 1921 г., вошёл в строй 1 мая 1925 г.
«Суматра» — заложен 15 августа 1916 г., спущен 19 декабря 1921 г., вошёл в строй 26 мая 1926 г.
К началу 1930-х годов, морально устарели. Во втором полугодии 1939 года для их замены заложены два крейсера типа «Ээндрахт».